# 펠로페이아
펠로페이아(Pelopeia)는 그리스 신화에 나오는 아이기스토스의 어머니이다. 전승에 따르면 티에스테스는 아트레우스와 쌍둥이 형제였는데 어린 시절부터 경쟁이 심하다 못해 서로를 증오하였다. 그들은 이복형제를 죽이고 함께 미케네로 달아났다. 그러나 그곳에서 아트레우스는 홀로 왕위에 올랐으며 화가 난 티에스테스는 아트레우스의 아내와 불륜을 저질렀다. 이를 알게 된 아트레우스는 조카들을 죽여 요리를 만들었으며 자식인 줄 모르는 티에스테스에게 먹게 하였다. 분노한 티에스테스는 테스프로토스 왕에게 피신했다. 그곳에서 그는 딸과의 근친상간을 통해 태어난 아이가 복수를 이루어줄 것이란 신탁을 받았다. 이에 티에스테스는 정체를 감추고 시키온의 궁정에 있는 자신의 딸 펠로페이아를 겁탈하였다. 이후 그녀는 아버지의 아이를 임신한 채 숙부인 아트레우스와 결혼하였다. 펠로페이아는 태어난 아이를 내다버렸으나 아이기스토스는 목동에게 발견되어 염소의 젖을 먹고 자랐다고 한다. 그녀는 자신을 범한 남자의 칼을 몰래 숨겨두었는데 훗날 그로 인하여 아버지가 저지른 일을 알게 되었다. 고통에 휩싸인 펠로페이아는 그 칼로 자신을 찔렀다. 어머니가 죽은 후 아이기스토스는 아트레우스를 살해하고 아버지와 함께 미케네의 왕이 되었다. 그러나 이 또한 오래가지 못했으며 아이기스토스는 자신이 불륜을 저지른 여인의 자식들에게 살해당했다.